# The Table (British Columbia)
The Table, gelegentlich als Table Mountain bezeichnet, ist ein 2021 m hoher von Lavaflüssen geprägter andesitischer Tafelvulkan mit einer Schartenhöhe von 251 m in der kanadischen Provinz British Columbia.

## Geographie
The Table liegt 4 km südlich des Garibaldi Lake, 15 km nordöstlich von Cheekye und 5 nördlich des Mount Garibaldi. Er ragt mehr als 530 m über dem Garibaldi Lake auf, welcher weniger als 1 km nördlich liegt.
Es ist nahezu unmöglich, The Table zu ersteigen, weil Teile des Vulkans eingestürzt sind; die Einstürze haben steile und außerordentlich brüchige Felswände an allen Seiten hinterlassen.

## Geologie
The Table ist Teil des Garibaldi-Lake-Vulkanfeldes, eines Vulkanfeldes, zu dem eine Gruppe von neun kleinen andesitischen Schichtvulkanen und basaltandesitischen Schloten gehört, die im frühen Holozän entstanden. Das Vulkanfeld wiederum ist Teil des Garibaldi-Vulkangürtels und des Cascade Volcanic Arc, der sich vom Südwesten von British Columbia bis in den Norden von Kalifornien erstreckt und seinen Ursprung in der Subduktion der Juan-de-Fuca-Platte und der Explorer-Platte unter die Nordamerikanische Platte an der Cascadia-Subduktionszone hat.
Der kanadische Geologe Bill Mathews nahm 1951 an, dass The Table entstand, als Magma in das Kordilleren-Eisschild eindrang und das Eis schmolz. Die teilweise geschmolzene Masse aus Hornblende-Porphyr-Andesit kühlte als riesiger Block ab, wobei die Schwerkraft die obere Fläche ebnete. Horizontale Säulen kommen an zahlreichen Stellen und an der Peripherie der Masse vor. Das Fehlen glazialer Erosion an dem Tafelvulkan legt nahe, dass er im frühen Holozän ausbrach, gerade vor dem Verschwinden des Eisschildes. Ähnliche Formationen finden sich im Wells Gray-Clearwater-Vulkanfeld, der Northern Cordilleran Volcanic Province und anderswo im Garibaldi-Vulkangürtel.

## Medien
The Table spielt in den Filmen Agent Cody Banks und Stargate: The Ark of Truth – Die Quelle der Wahrheit eine Rolle, in welch letzterem er der Ort ist, an dem die Lade (engl. ark) verborgen wird. Die Titelszene zeigt The Table mit einer graphischen Überlagerung des Dorfes sowie einen Flug über das Gebiet des Mount Garibaldi und der Tantalus Range.

## Galerie

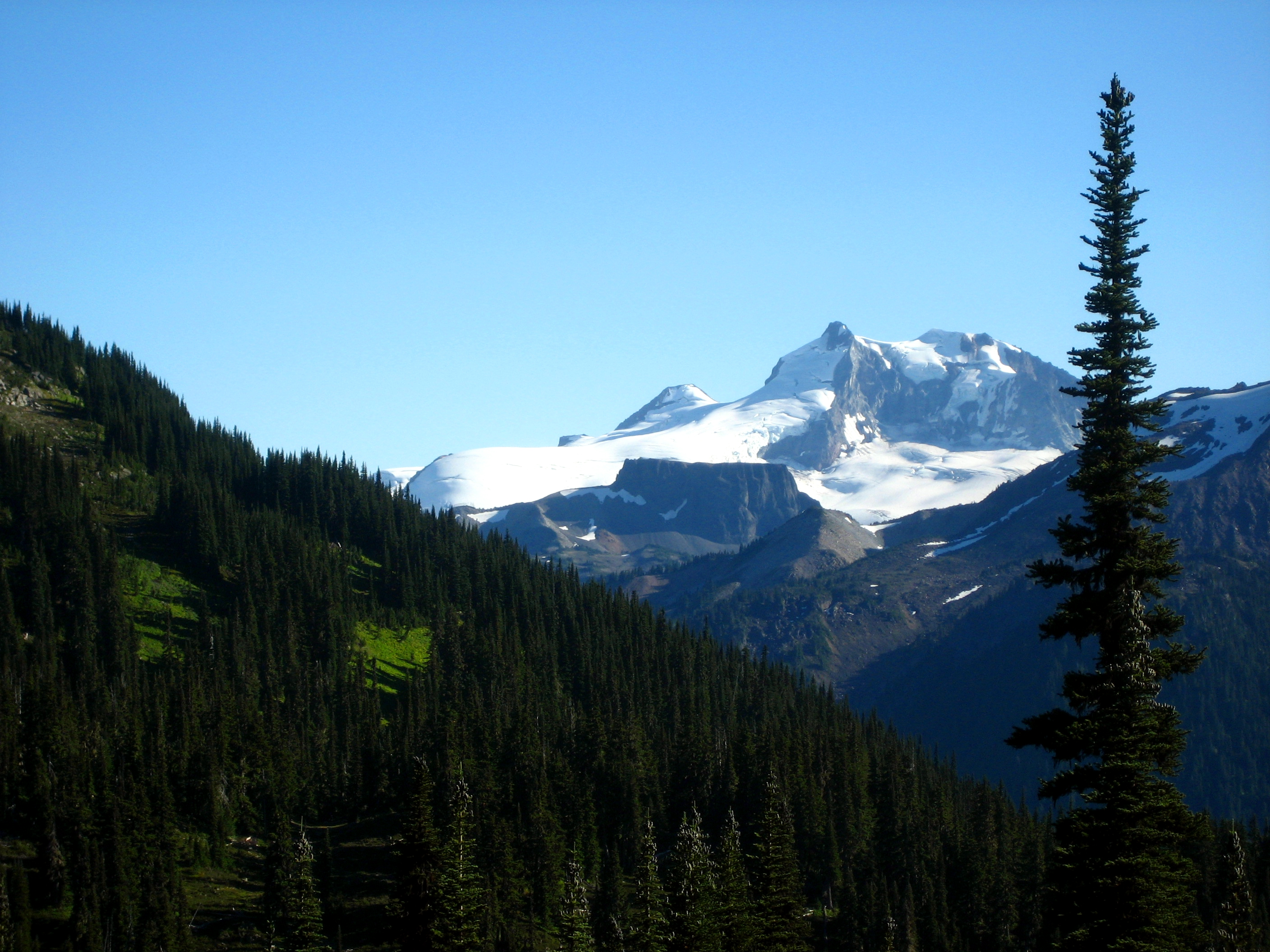
The Table von Black Tusk Meadows aus
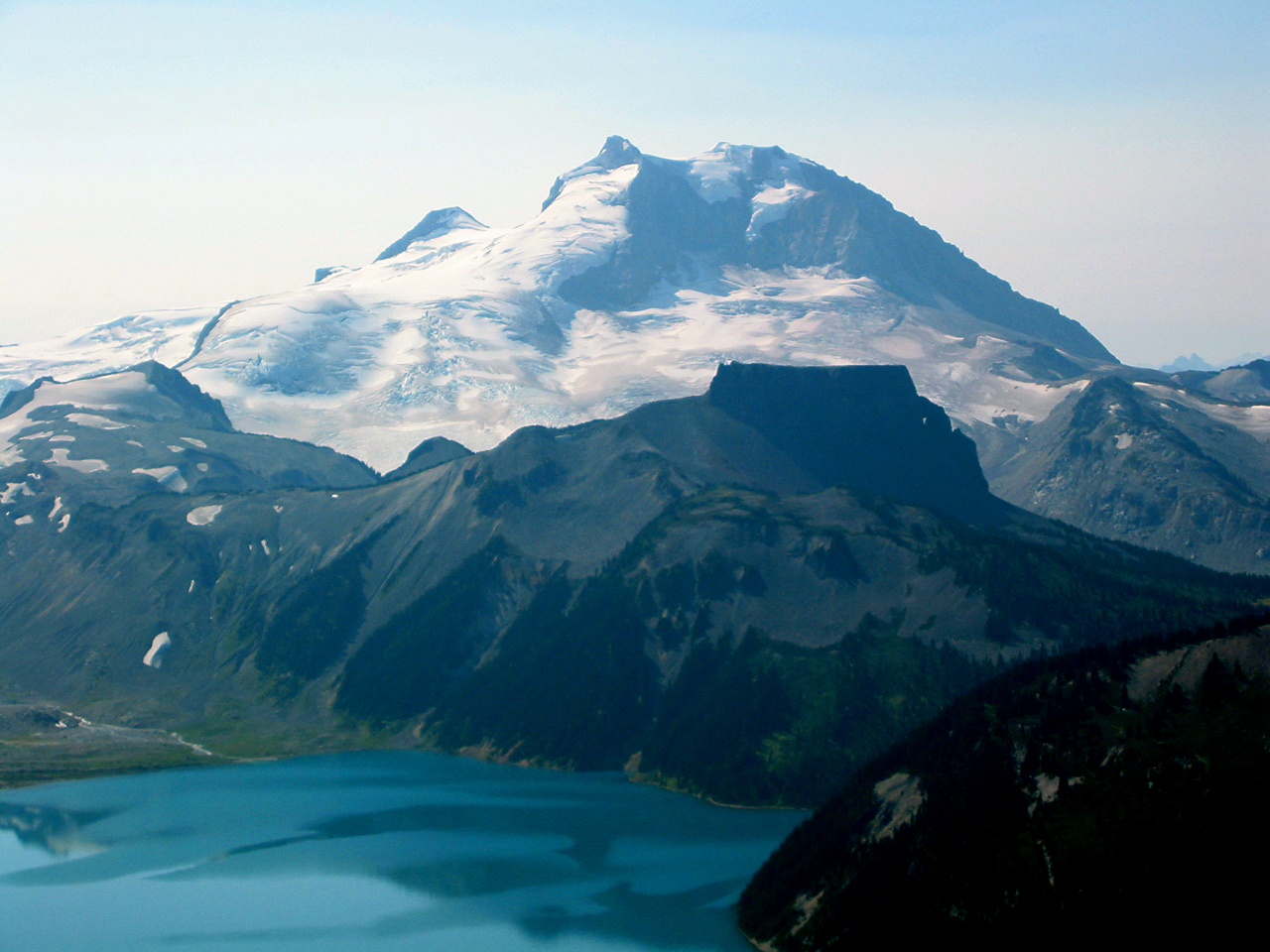
Die Nordwand des Mount Garibaldi ragt über The Table und den Garibaldi Lake auf